# Студенецкая, Евгения Николаевна
Студенецкая Евгения Николаевна (6 апреля 1908, Вологда — 29 ноября 1988, Ленинград) — кавказовед, этнограф, музейный работник. С 1938 по 1981 г. заведовала отделом этнографии народов Кавказа Государственного музея этнографии народов СССР (с 1992 г. — Российский этнографический музей).

## Семья
Е. Н. Студенецкая родилась 6 апреля 1908 г. в Вологде в семье ссыльного революционера, дорожного техника Николая Георгиевича Козьмина (? −1921) и зубного врача Эсфири Исааковны Студенецкой (1876?-1942) . В 1912 г. её отца перевели на Дальний Восток, а Евгения осталась жить с матерью в Вологде. В середине 1920-х гг. переехала в Ленинград учиться.
В конце 1920-х (?) гг. Е. Н. Студенецкая вышла замуж за Всеволода Александровича Кулебякина, в 1931 г. у них родилась дочь Циала Всеволодовна Студенецкая (ум. в начале 2010-х гг.; детей не было); в 1934 г. супруги развелись. В. А. Кулебякин умер в Тбилиси в 1940 г.
В 1940-м г. Е. Н. Студенецкая вышла замуж за Константина Сардионовича Курдиани. В 1941 г. он погиб на фронте. Блокадной зимой 1941-42 гг. умерла их новорожденная дочь Елена, а по дороге в эвакуацию весной 1942 г. — мать Евгении Николаевны Э. И. Студенецкая.

## Образование, карьера
В 1916 г. Е. Н. Студенецкая поступила в Первую гимназию Вологды, преобразованную после революции в Единую трудовую школу.
В 1923—1926 гг. училась в Педагогическом техникуме Вологды, по окончании которого получила специальность учителя начальных классов.
С 1926 по 1930 г. обучалась на Отделении этнографии Географического факультета Ленинградского государственного университета на Кавказском цикле, изучала грузинский язык. Во время обучения слушала лекции Николая Яковлевича Марра (1864—1934), Иосифа Абгаровича Орбели (1887—1961) , кавказоведов Анатолия Несторовича Генко (1896—1941) и Григория Филипповича Чурсина (1874—1930) . Её сокурсником был Леонид Иванович Лавров (1909—1982).
В 1929 г. Е. Н. Студенецкая отправилась в Сванетию в свою первую экспедицию , которая была организована в рамках полевой практики, обязательной для студентов-этнографов. По окончании университета Евгении Студенецкой была присвоена квалификация этнографа-кавказоведа, музееведа.
Уже в 1928 г. по запросу администрации Этнографического отдела Государственного Русского музея (далее — ЭО ГРМ) Е. Н. Студенецкая вместе с группой студентов была направлена в Этнографический отдел для организации «консультационной работы в залах» , а с января 1929 г. начала проводить экскурсии. Наличие профильного образования, экспедиционного опыта, а также стажа политико-просветительной работы в музее сыграли положительную роль при приеме Е. Н. Студенецкой на постоянную работу в музей.
1 декабря 1930 г. Е. Н. Студенецкая была зачислена в ЭО ГРМ на должность научного сотрудника второго разряда III отделения (Кавказа и Средней Азии), заведовал которым Александр Александрович Миллер (1875—1935) — известный археолог, этнограф, кавказовед, музейный деятель и педагог. Е. Н. Студенецкая считала его своим учителем . Под руководством А. А. Миллера в то время работали Федор Артурович Фиельструп (1889—1933), Глеб Анатольевич Бонч-Осмоловский (1890—1943), Вера Васильевна Екимова (1880—1942).
В 1931 г. III отделение было преобразовано в два отдела: отдел народов Кавказа и Крыма возглавил А. А. Миллер, а отдел народов Средней Азии — В. В. Екимова.
В начале 1930-х гг. кардинально сменился состав сотрудников музея: в 1933 г. были арестованы и уволены практически все ведущие ученые музея , в том числе А. А. Миллер, Ф. А. Фиельструп, Г. А. Бонч-Осмоловский. В своих воспоминаниях Е. Н. Студенецкая пишет: "Оставшись на третий год работы в музее (1933 г.) единственным сотрудником отдела народов Кавказа в должности младшего научного сотрудника, я работала и одной прислугой за всех. Время от времени мне назначали заведующего. Обычно это были случайные люди, и через 2-3 месяца они уходили. Последним моим «завом» (в 1936 г.) был «папа Сахаров» ".
В 1936 г. Е. Н. Студенецкая была назначена старшим научным сотрудником отдела народов Кавказа и Крыма Государственного музея этнографии (так в 1934 г. стал называться ЭО ГРМ, обретя статус самостоятельного учреждения. Далее — ГМЭ), в 1937 г. — исполняющей обязанности заведующего, в 1938 г. — заведующей. На этой должности она проработала до 1981 г.
В предвоенные годы под её руководством трудились Ваграм Павлович Муратхан (1904-?) (возможно, её однокурсник) и Людмила Филипповна Виноградова (1904—1985).
В 1930-е гг. Е. Н. Студенецкая вела активную экспедиционную работу, выезжая преимущественно на Северный Кавказ (1934, 1936 , 1937 , 1938, 1939 , 1940).
С 1939 по 1941 г. помимо работы в музее Е. Н. Студенецкая вела курс «Методика и техника экспозиции» в Коммунистическом политико-просветительном институте им. Н. К. Крупской (ныне ФГБОУВО «Санкт-Петербургский государственный институт культуры»).
В 1940 г. Е. Н. Студенецкая вступила в ряды ВКП(б), всегда оставаясь одним из наиболее активных членов партийной организации музея.
В самом начале блокады Ленинграда была назначена «заместителем начальника объекта» (то есть музея). Она вошла в число ответственных за организацию эвакуации более 22 тыс. наиболее ценных экспонатов, вывезенных 10 июля 1941 г. в г. Горький.
12 апреля 1942 г. вместе с группой научных сотрудников Е. Н. Студенецкая была направлена в Новосибирск , куда в декабре 1941 г. перебазировали эвакуированные коллекции музея, разместив их в здании Оперного театра. В образовавшемся новосибирском филиале ГМЭ осуществлялись хранение и переучет экспонатов, проводились лекции, научная и экспозиционная работы. В ознаменование освобождения Северного Кавказа от фашистских захватчиков в фойе Оперного театра 5 марта 1943 г. была открыта временная выставка «Культура и быт народов Северного Кавказа».
В 1944 г. Е. Н. Студенецкая в Новосибирске окончила исторический факультет Университета марксизма-ленинизма.
С ноября 1944 по сентябрь 1945 г. Евгения Николаевна являлась директором Новосибирского филиала музея , руководила реэвакуацией коллекций в Ленинград.
Вернувшись в город, она приступила к своим обязанностям заведующего отделом этнографии народов Кавказа, периодически выполняя работу ученого секретаря (1947 — январь 1949), а позже исполняла обязанности заместителя директора по научной части (январь 1949 — июль 1949, июнь 1957 — февраль 1959).
Находясь в Новосибирске, Е. Н. Студенецкая вела активную реставрационную работу, поэтому в 1945 году директор музея Е. А. Мильштейн и заместитель директора по научной работе Л. П. Потапов ходатайствовали о присвоении Е. Н. Студенецкой звания ученого реставратора, однако ходатайство поддержки не получило. В 1963 г. было также отклонено прошение о присвоении ей степени кандидата исторических наук по совокупности опубликованных работ без сдачи кандидатских экзаменов.
В 1947 г. окончила в Ленинграде двухгодичные курсы Университета марксизма-ленинизма.
Начиная со второй половины 1940-х гг. Е. Н. Студенецкая регулярно выезжала в экспедиции на Северный Кавказ: в 1947, 1949 , 1950, 1954, 1958, 1960, 1963, 1964, 1965, 1969, 1970 , 1976 , 1977.
В 1946, 1947, 1955 , 1959, 1960 гг. она побывала в Грузии, в 1963 — в Абхазии, в 1956 и 1958 гг. — в Армении, а в 1962 г. — в Азербайджане.
В 1946 и 1972 гг. Е. Н. Студенецкая вела занятия по курсу «Музейное дело» на историческом факультете ЛГУ им. А. А. Жданова.
Как специалист по этнографии народов Северного Кавказа Е. Н. Студенецкая выступила консультантом на съемках фильма «Бэла» (1966 г.) режиссёра Станислава Ростоцкого.
Под руководством Е. Н. Студенецкой после войны продолжала работать Людмила Филипповна Виноградова (1904—1985). В 1948 г. на работу в отдел Кавказа поступила Эльга Григорьевна Торчинская (1923—2006), в 1949 г. — Нина Петровна Соболева (1921—1995), в 1956 г. — Ариадна Людвиговна Натансон (1928 г.р.), в 1976 г. — Елена Борисовна Кочетова, в 1977 г. — Владимир Александрович Дмитриев, в сентябре 1980 г. — Елена Яковлевна Селиненкова.
В 1978 г. сотрудники музея торжественно поздравили Е. Н. Студенецкую с 70-летием. Коллеги подготовили театрализованное представление «Методическая разработка „Студенецкая на Кавказе“». В ходе капустника Евгению Николаевну провозгласили матриархом.
29 мая 1981 г. Е. Н. Студенецкая вышла на пенсию, но продолжала приходить в музей для консультативной работы.
29 ноября 1988 г. она умерла в Ленинграде, её прах покоится на 4 участке колумбария при Санкт-Петербургском крематории.

## Научная деятельность
С 1929 по 1977 г. Е. Н. Студенецкая осуществила 32 экспедициях на Кавказ, в ходе которых были собраны 56 вещевых коллекций (1193 предмета) и 85 фотоколлекций (2269 снимков), что свидетельствует о её значительном вкладе в изучение, сохранение и популяризацию культуры народов Кавказа. По мнению её коллег — В. А. Дмитриева и Е. Я. Селиненковой, — «если оценить общее число вещей, поступивших в музей, благодаря её работе с респондентами и частными лицами, то эти цифры смело можно умножить в несколько раз» .
Под руководством Е. Н. Студенецкой был создан каталог кавказских коллекций ГМЭ народов СССР .
Е. Н. Студенецкая являлась автором и соавтором целого ряда экспозиций: «Народы Северного Кавказа» (1939 , 1982), «Осетины» (1949), «Кабардинцы» (1950), «Художественные промыслы Дагестана» (1955), «Грузины» (1962). Совместно с С. А. Павлоцкой она разработала раздел «Рабочий быт» на экспозиции «Русские. Конец XIX — начало XX в.» (1955). Е. Н. Студенецкая возглавляла авторский коллектив экспозиции «Новое и традиционное в современном жилище и одежде народов СССР» (1969), «в которой были заложены основные принципы отражения музейными средствами современных этнических процессов» .
Экспозиция «Народы Северного Кавказа» 1982 г. стала новаторской. Впервые в музее целенаправленно был применен региональный подход: экспозиция была посвящена не отдельным народам, а характеристике историко-культурной области в целом. Последовательность тем соответствовала принятой в музее практике демонстрации традиционной культуры («Хозяйство», «Материальная культура», «Социальные отношения», «Верования», «Фольклор», «Просвещение»), но каждая отдельная тема раскрывалась на наиболее репрезентативном материале. Например, раздел «Охота» был построен на базе осетинских коллекций, «Гостеприимство» — адыгских, а «Сенокошение» — на материале нескольких народов.
Ещё во второй половине 1930-х гг. Е. Н. Студенецкая разработала «фабульную экскурсию». На основе предметного ряда экспозиций и фабуле обстановочных сцен рассказывалась история вымышленного героя, воплощавшая судьбу всего народа .
Научные интересы Е. Н. Студенецкой были связаны с изучением народов Северного Кавказа, прежде всего карачаевцев, балкарцев, кабардинцев. Уже в 1930-х гг. перед Великой Отечественной войной Е. Н. Студенецкая подготовила кандидатскую диссертацию «Формы эксплуатации в скотоводческом хозяйстве у горцев Северного Кавказа в XIX—XX вв.». Работа не была допущена к защите по причине идеологического вето на тему депортированных с исторической родины народов Северного Кавказа . Тем не менее, как отмечает Г. А. Сергеева, публикации Е. Н. Студенецкой «внесли определённый вклад в изучение дискуссионной проблемы горского феодализма» .
Биограф Е. Н. Студенецкой В. А. Дмитриев полагает, что «в этих условиях Е. Н. Студенецкая сделала все возможное, чтобы сохранить собрание музея по культуре репрессированных народов Северного Кавказа и Крыма, благодаря чему современный фонд Российского этнографического музея по ряду категорий предметов богаче фондов местных музеев» .
В своих мемуарах Евгения Николаевна упоминает, что обращалась с письмом к директору Института этнографии Академии наук СССР С. П. Толстову с просьбой направить её в экспедицию в районы нового расселения карачаевцев с целью изучения их этнографии, связей и взаимоотношений с местным населением: «Если мы судим о взаимопроникновении культур в прошлом по археологическим данным, письменным источникам с той или иной степенью достоверности, то события 1944 г. дают возможность путем живого этнографического наблюдения изучить эти вопросы. Причем это возможно в двух вариантах — когда в среду местного населения вливаются близкие по языку, а во многом и по материальной и духовной культуре народы — карачаевцы и балкарцы, а в другом варианте — когда в эту же местную этническую среду включились иноязычные, резко отличные во всем, чеченцы и ингуши». Письменный ответ получен не был, а на словах ей передали, что такая работа не своевременна .
В послевоенный период Е. Н. Студенецкая обратилась к изучению материальной культуры народов Кавказа, что, в первую очередь, было обусловлено профилем музейной работы. Как отмечает Г. А. Сергеева: «Е. Н. Студенецкую интересовал не только традиционный пласт материальной культуры, но и современные её формы, взаимодействие традиций и новаций, социально-культурные механизмы внедрения новых элементов в традиционный быт» . В фокусе её научных изысканий также находилось прикладное искусство народов Кавказа, которое рассматривалось ею «не просто как род изобразительной деятельности, но и как фактор социального развития, важнейший источник по этногенезу народов Кавказа» .
Статьи Е. Н. Студенецкой по этнографии кабардинцев, черкесов и карачаевцев вошли в академическое издание «Народы мира» . В 1960-70-е гг. она участвовала в разработке Кавказского историко-этнографического атласа, предполагавшего использование метода картографирования элементов традиционной культуры. Одним из главных итогов этой работы стала вышедшая в 1989 г. в Москве уже после её смерти монография «Одежда народов Северного Кавказа. XVIII—XX вв.» .

## Литературная деятельность
Евгения Николаевна Студенецкая известна и как литератор. Первые её стихи были опубликованы в 1925 г. в газете «Красный Север», а также в сборниках «Зарницы», «Северный альманах». Она состояла членом литературной группы «Борьба» .
В 1938 г. была написана неопубликованная историко-этнографическая повесть «Братья Свенчильда», посвященная советским преобразованиям в Сванетии и Балкарии .
В 1978 г. Е. Н. Студенецкая опубликовала свои стихи в сборнике «Словом пламенным», который был издан в Архангельске.
В 1987-88 гг. она написала воспоминания о блокаде в форме 22 рассказов-зарисовок, 13 из которых опубликованы Е. Я. Селиненковой .
В 2001 г. в Вологде вышло издание «Душой негромкою поэта…», включающее стихи Е. Н. Студенецкой.
В 2020 г. на сайте Российского этнографического музея были опубликованы блокадные рассказы Евгении Николаевны.

## Награды
- Медаль «За оборону Ленинграда» (1942)
- Медаль «За доблестный труд в Великой Отечественной войне 1941—1945» (1945)
- Медаль «В память 250-летия Ленинграда» (1957)
- Медаль «30-лет победы в Великой Отечественной войне 1941—1945 г Участнику трудового фронта» (1975)
- Почетная грамота Президиума Верховного совета Кабардинской АССР (1951)
- Почетная грамота к 100-летию со дня рождения В. И. Ленина от Ставропольского Крайисполкома (1970)
- Значок «За отличную работу» от Министерства культуры СССР (1957)

Е. Н. Студенецкая неоднократно награждалась почетными грамотами Министерства культуры РСФСР; её имя занесено в «Почетную книгу политпросветработников» (1941).